# مونارک (کلرادو)
مونارک (به انگلیسی: Monarch) یک منطقهٔ مسکونی در ایالات متحده آمریکا است که در شهرستان چافی، کلرادو واقع شده‌است. مونارک ۲٬۹۰۹ متر بالاتر از سطح دریا واقع شده‌است.